# 伊万·凯洛夫
伊万·安德烈耶维奇·凯洛夫（俄语：Иван Андреевич Каиров，1893年12月26日—1978年10月29日），苏联教育家。社会主义劳动英雄。

## 生平
1917年毕业于莫斯科大学物理-数学系自然科学专业，同年加入俄国社会民主工党 (布尔什维克)。1923年至1924年，任莫斯科州国民教育部农业教育处处长。1925年至1929年，任俄罗斯苏维埃联邦社会主义共和国教育人民委员会职业教育总局局长。1929年晋升教授。1935年获教育学全博士学位。
1934年至1937年，任莫斯科农业学院教育学系主任。1937年至1948年，历任莫斯科大学和莫斯科列宁师范学院教育学教研室主任。1942年至1950年，担任《苏联教育学》杂志主编。1944年当选俄罗斯苏维埃联邦社会主义共和国教育科学院院士，1944年至1946年任副院长，1946年至1967年任院长（1966年8月改为苏联教育科学院）。1949年至1956年，任俄罗斯苏维埃联邦社会主义共和国教育部部长。1967年至1971年，任苏联教育科学院主席团成员。1978年10月29日逝世，葬于新圣女公墓。
1963年，获授社会主义劳动英雄荣誉称号。他是苏共中央候补委员（1952年－1956年，1961年－1966年），第三至第六届苏联最高苏维埃代表。

## 影响
凯洛夫在总结十月革命后至1930年代教学经验的基础上形成的了课堂教学的一整套模式和规范。这套理论被编入《教育学》，供高等师范院校和大学使用，分别有1939年、1948年和1956年三个版本（其中1939年版未译成中文）。该书是第一本以马列主义观点阐述教育学理论的著作，对当时一些社会主义国家的教育事业产生了很大的影响。
凯洛夫教育学在1950年代的中国大陆占据着主导地位，1960年代中期至文化大革命期间，它被当作资本主义和修正主义教育学而大受批判。改革开放后重新获得教育界的正面评价。